# Окница-Цэрань
Окница-Цэрань (рум. Ocniţa-Ţărani) — село в Оргеевском районе Молдавии. Наряду с сёлами Зориле и Инкулец входит в состав коммуны Зориле.

## География
Село расположено на высоте 50 метров над уровнем моря.

## Население
По данным переписи населения 2004 года, в селе Окница-Цэрань проживает 59 человек (31 мужчина, 28 женщин).
Этнический состав села:
| Национальность | Число жителей | Процентный состав |
| -------------- | ------------- | ----------------- |
| молдаване      | 58            | 98,31             |
| прочие         | 1             | 1,69              |
| Всего          | 59            | 100 %             |